# Eriphus cardinalis
Eriphus cardinalis är en skalbaggsart som beskrevs av Monné och Lúcia Maria de Campos Fragoso 1996. Eriphus cardinalis ingår i släktet Eriphus och familjen långhorningar. Inga underarter finns listade i Catalogue of Life.